# Swetlana Alexejewna Romaschina
Swetlana Alexejewna Romaschina (russisch Светлана Алексеевна Ромашина; * 21. September 1989 in Moskau, Sowjetunion) ist eine russische Synchronschwimmerin.

## Erfolge
Sie gewann bei den Olympischen Spielen 2008 mit dem russischen Team die Goldmedaille in der Gruppenwertung. Diesen Erfolg konnte sie bei den Olympischen Spielen 2012, 2016 und 2020 wiederholen. Außerdem gewann sie mit Natalja Ischtschenko 2012 und 2016 Gold im Duett. 2005, 2007 und 2009 als Mitglied der russischen Gruppe siegte Romaschina bei den Weltmeisterschaften; bei den Weltmeisterschaften 2009 gewann Romaschina außerdem zusammen mit Natalja Ischtschenko den Titel im Duo. 2006 wurde Romaschina mit der russischen Gruppe Europameisterin.